# Neotrichoporoides hizireisi
Neotrichoporoides hizireisi är en stekelart som beskrevs av Miktat Doganlar 1993. Neotrichoporoides hizireisi ingår i släktet Neotrichoporoides och familjen finglanssteklar.
Artens utbredningsområde är Ghana. Inga underarter finns listade i Catalogue of Life.